# بانکو آمبروسیانو

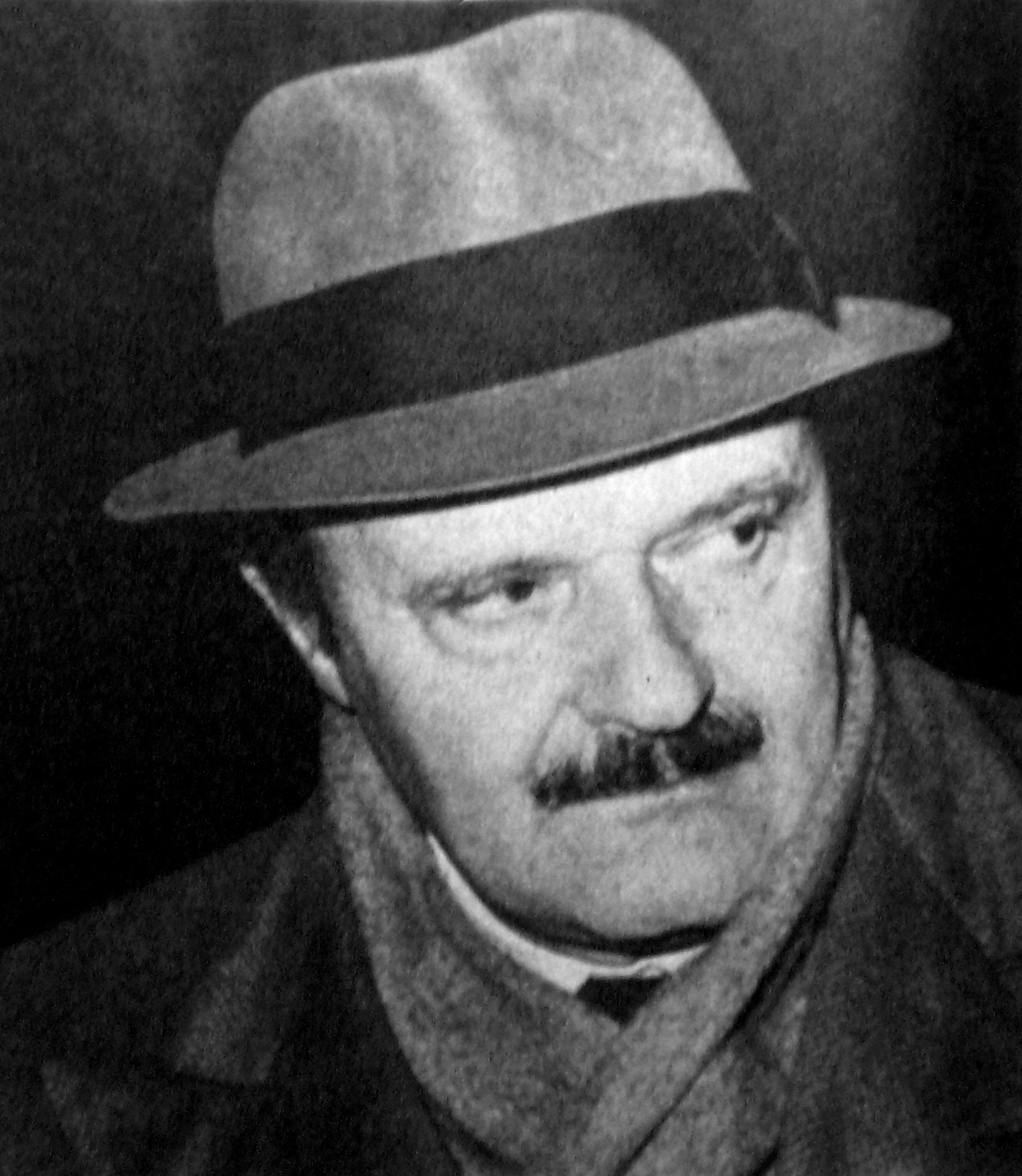
از ربرتو کالوی (۱۹۸۲) به‌دلیل عضویت وی در لژ فراماسونری پروپاگاندا دوئه و شایعاتی مبنی بر ارتباط مرگ ژان پل یکم، به‌عنوان یکی از دلایل اصلی این ورشکستگی این بانک نام‌برده می‌شود.

بانکو آمبروسیانو یک بانک ایتالیایی بود که در سال ۱۹۸۲ ورشکست شد. یکی از دلایل اصلی این ورشکستگی رئیس این بانک به نام ربرتو کالوی و عضویت وی در لژ فراماسونری پروپاگاندا دوئه بود. بانک واتیکان سهامدار اصلی این بانک بود. و شایعاتی مبنی بر ارتباط مرگ ژان پل یکم با این رسوایی مطرح بود. همچین بانک واتیکان متهم به انتقال پول‌های آمریکایی به اتحادیه همبستگی سولیدارنوشچ از طریق این بانک بود.